# Верхній Рейн
48°57′00″ пн. ш. 8°16′00″ сх. д. / 48.95° пн. ш. 8.2666666666667° сх. д.

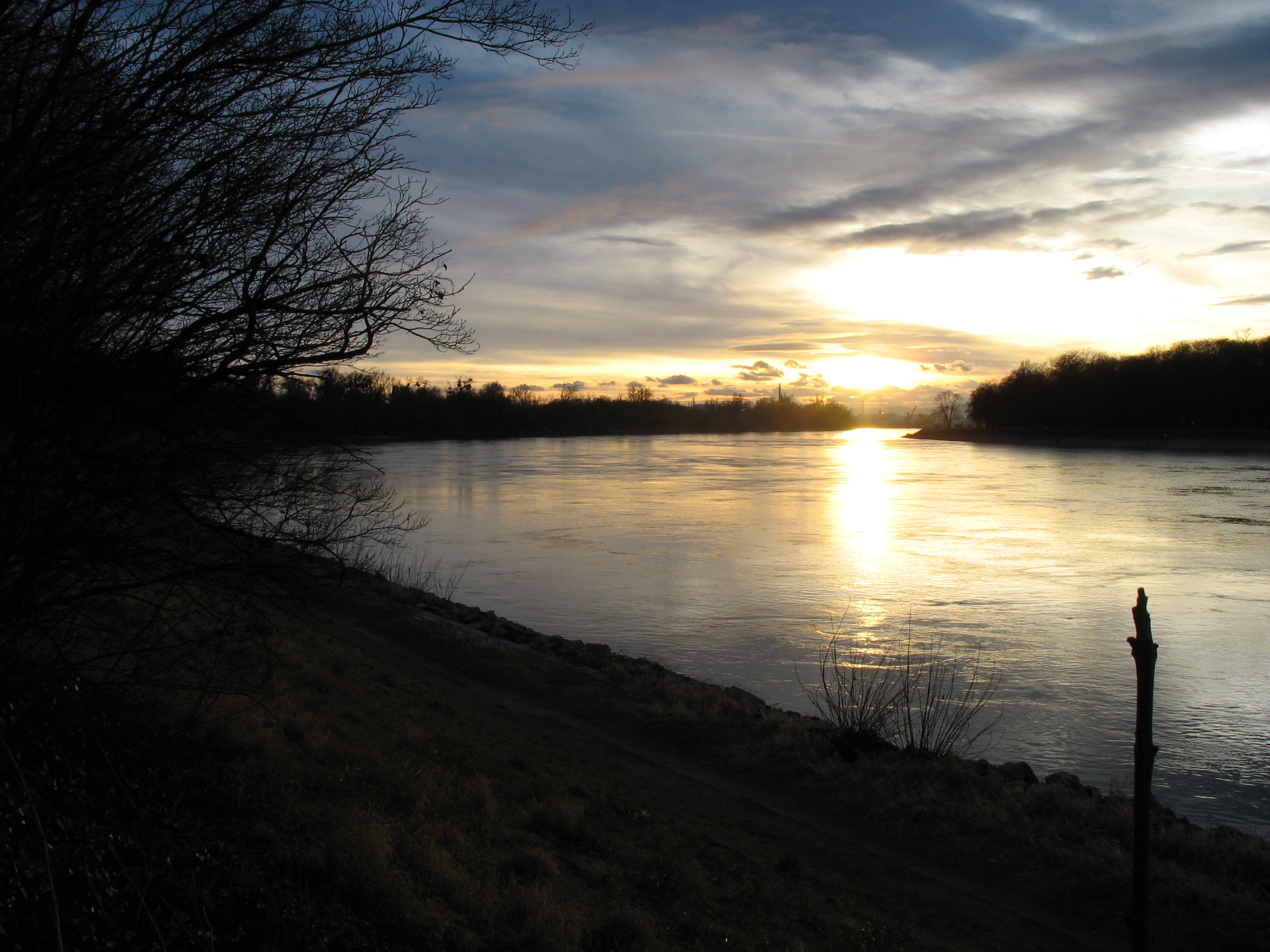
Захід сонця на Рейні в Мангеймі

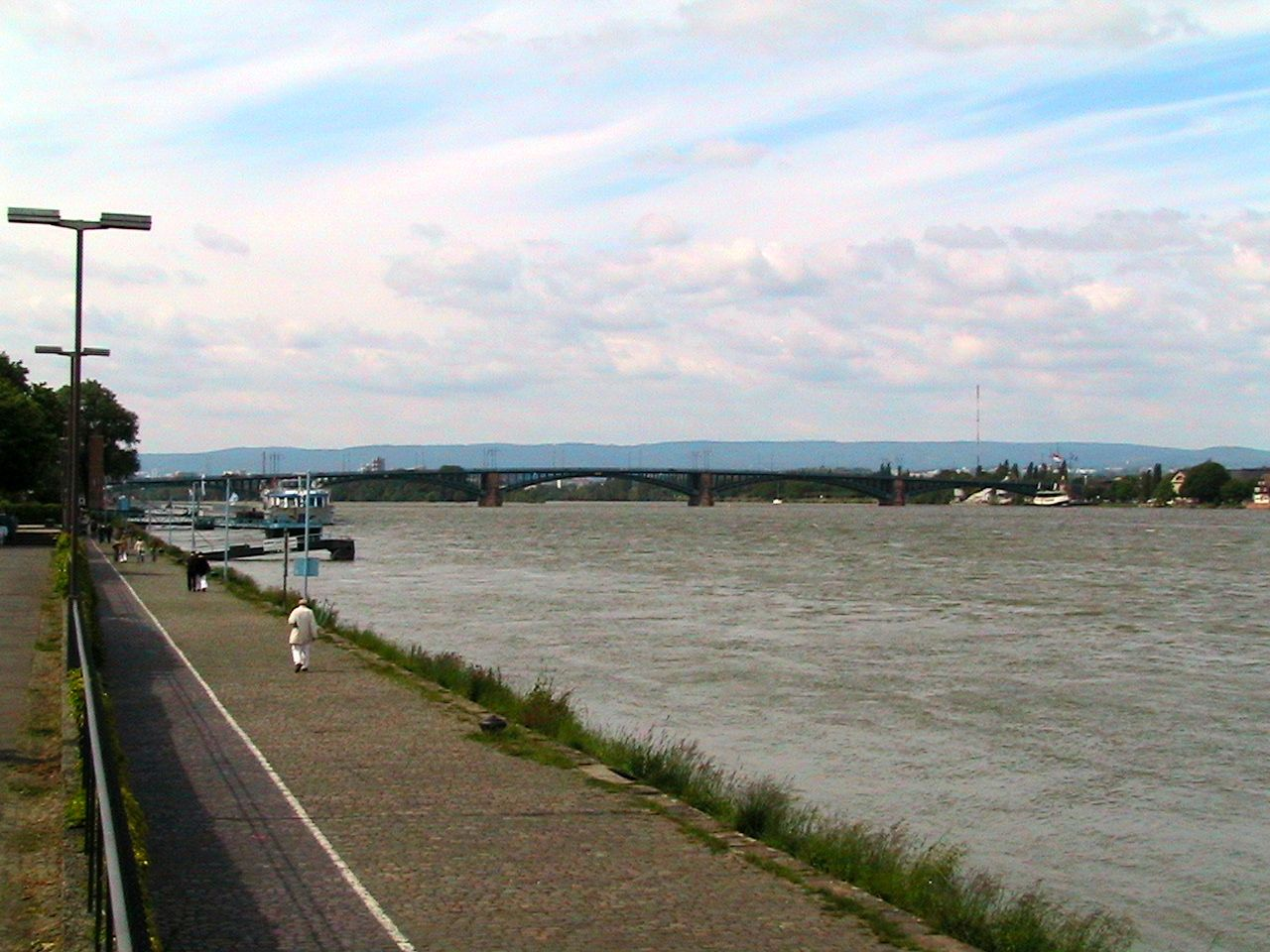
Рейн у Майнці. Міст Теодора Гойсса (Майнц) в Майнці

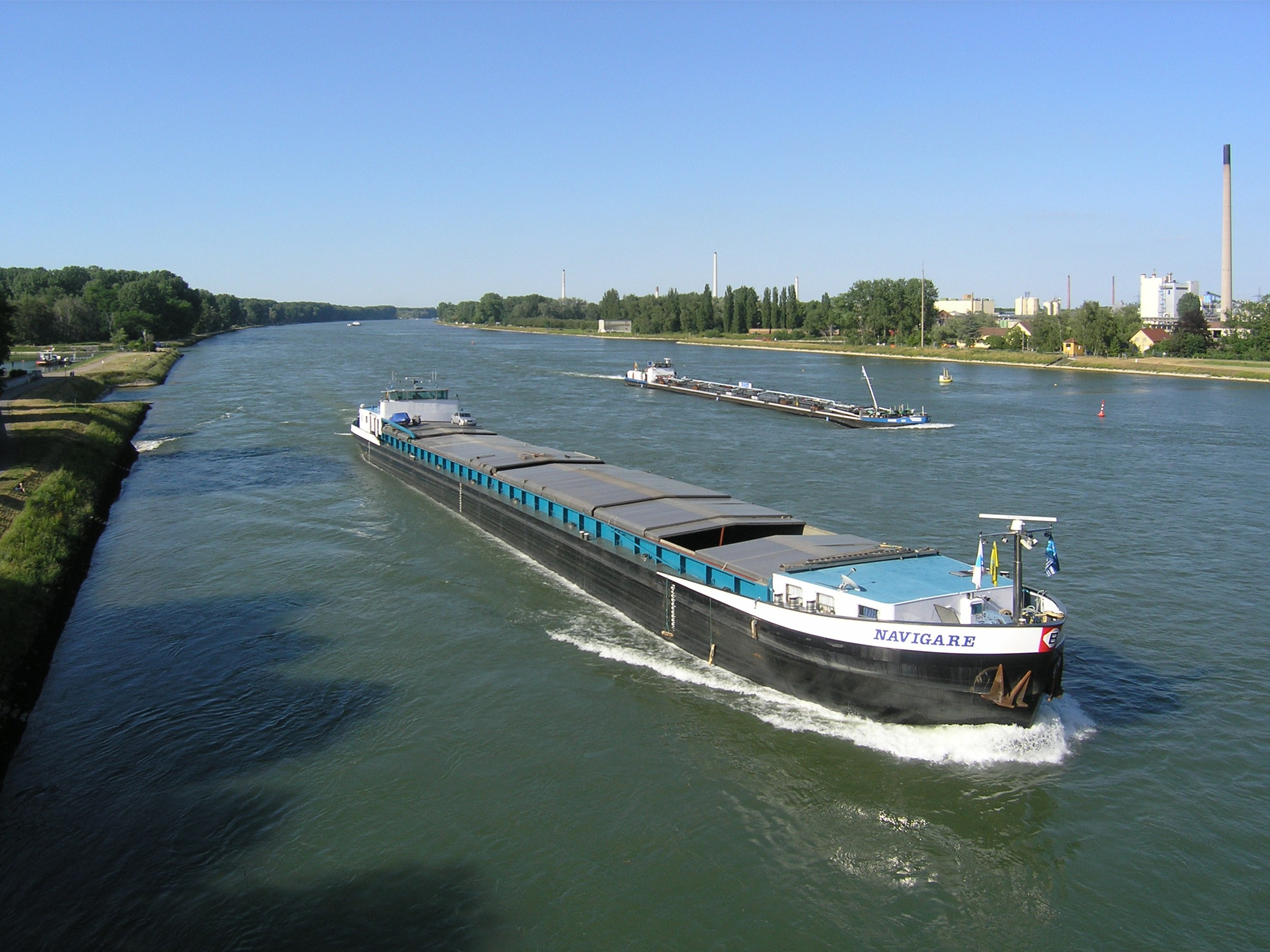
Поруч з Карлсруе

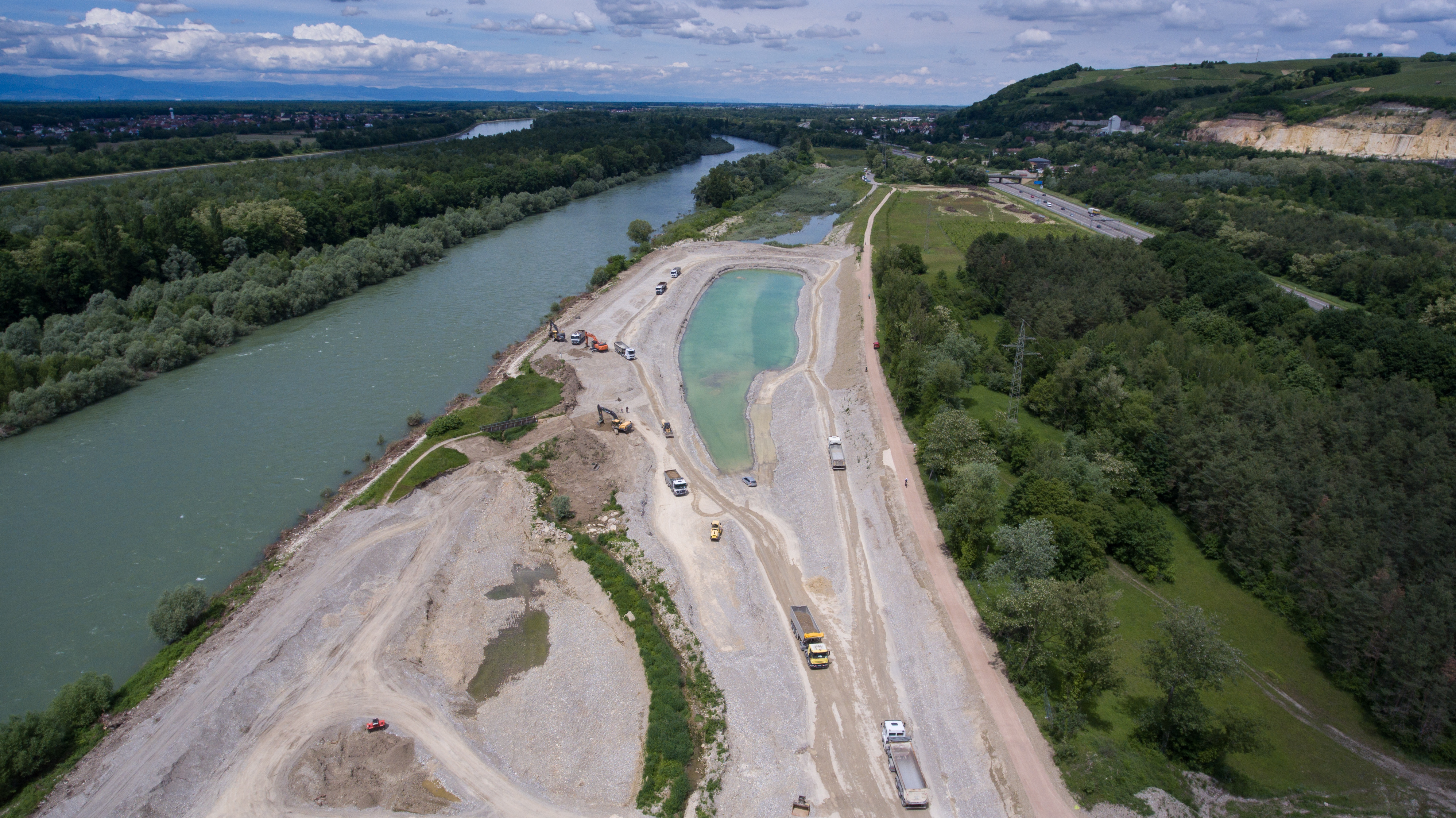
Інтегрована Рейнська програма (IRP) Польдер, що будується поблизу Ефрінген-Кірхен

Верхній Рейн (нім. Oberrhein, фр. Rhin Supérieur) — ділянка Рейну між Базелем у Швейцарії і Бінгеном у Німеччині (Марковано рейнською шкалою від 170 до 529 (шкала починається в Констанці і закінчується в Роттердамі)). Займає терени Верхньорейнської долини. 
Одна з 5 ділянок басейну річки, довжиною 360 км, поряд з Альпійським, Високим, Середнім і Нижнім Рейном. Охоплює швейцарські землі у верхів'ях Рейна, французький Ельзас, німецькі землі Баден-Вюртемберг, Рейнланд-Пфальц і Гессен. Найбільші міста регіону вздовж річки — Базель, Мюлуз, Страсбург, Карлсруе, Маннгайм, Людвігсгафен і Майнц. У 1500 — 1806 рр. держави і області регіону входили до Верхньорейнського округу Священної Римської імперії.
Верхній Рейн був випрямлений в 1817 — 1876 рр. Йоганном Готфрідом Туллою та зроблений судноплавним в 1928 — 1977 рр. 
Версальський договір дозволяє Франції використовувати Верхній Рейн для живлення гідроелектростанції на Великому Ельзаському каналі.
На лівому березі розташовані французький регіон Ельзас і німецька земля Рейнланд-Пфальц; на правому березі — німецькі землі Баден-Вюртемберг і Гессен. Перші кілька кілометрів – у швейцарському місті Базель.

## Геологія
Приблизно 35 мільйонів років тому між нинішніми містами Базель і Франкфурт виникла рифтова долина завдовжки приблизно 300 км і шириною 50 км. 
Її утворення було пов’язано з розтягуючими напругами в земній корі та мантії, що призвело до опускання земної поверхні. 
Рифт був частково знову засипаний відкладенням. 
На краях розташовані гірські хребти, так звані «фланги рифту». 
На сході це гори Шварцвальд і Оденвальд, на заході Вогези і Пфальцький ліс. 
У третинний період Високий Рейн продовжувався на захід від Базеля і впадав через Ду і Сону в Рону. 
Розлом повернув Рейн у новоутворену долину Верхнього Рейну.
Рейнська Лука в Базелі позначає межу Високого Рейну та Верхнього Рейну зі зміною напрямку із заходу на північ і зміною ландшафту від куестового ландшафту відносно невеликих скель Високого Рейну до широкої рифтової зони Верхньорейнського грабену. 
Дві найбільші притоки впадають справа: Некар у Мангаймі, Майн навпроти Майнца. 
У північно-західному куті долини Верхнього Рейну, на рейнському кілометрі 529,1, поблизу Бінгена, де Нае впадає в Рейн, Рейн входить в ущелину Рейнського масиву і є межа з Середнім Рейном. 

## Випрямлення
У 1685 році Людовик XIV розпочав проєкт переміщення Верхнього Рейну, зміни його річища та осушення заплави, за для отримання суходолу. До 1840 року річка була переміщена на 1,5 км на схід, забравши територію від Бадена. 
Близько 1790 року значні частини долини Рейну були вирубані, створивши орні землі, поля та пасовища, щоб прогодувати населення. 
Верхній Рейн був випрямлений в 1817 — 1876 рр. Йоганном Готфрідом Туллою та перетворився з відносно млявої звивистої річки з великими та багатьма меншими рукавами на швидкий потік, оточений валами. Довжина Верхнього Рейну скоротилася на 81 км. 
Деякі річкові рукави залишилися; їх зазвичай називають Старим Рейном або Гісеном.

## Каналізація та дамби
Рейн між Базелем і Іффецгаймом майже повністю каналізований. 
На ділянці протяжністю 180 км споруджено 10 гребель, що мають гідроелектростанції та шлюзи. 
Між Базелем і Брайзахом старе річище майже не несе води; майже вся вода перенаправляється через Великий Ельзаський канал на французькій стороні, щоб забезпечити безпечне судноплавство та виробництво гідроенергії цілодобово. 
Тільки коли є великий запас води, тоді старе річище отримає більше води, ніж канал. 
Франція отримала право на це згідно з Версальським договором 1919 року.
Випрямлення (1817–76) і каналізація (1928–77) зменшили рівень ґрунтових вод на 16 м і таким чином мали негативний вплив на флору і фауну. 
Гравій також відсутній у річці через греблі. Це спричинило ерозію під дамбою в Іффезгаймі. 
Щоб протидіяти цьому, 173 000 м³ на рік суміші піску та гравію із середнім діаметром зерен 20 мм (відповідає місцевій здатності транспорту наносів) скидається в річку, починаючи з 1978 р. з використанням двох моторних барж.

Гребля у Брейзаху; ліворуч шлюз; праворуч будується невелика електростанція

## Збереження
Заплави між Майнцом і Бінгеном важливі для збереження природи. 
На цій ділянці, так званому острові Рейн, є багато заповідників і пташиних заказників.

## Інтегрована Рейнська програма (IRP)
Верхній Рейн відіграє ключову роль у боротьбі з повенями на Середньому та Нижньому Рейні. 
В результаті випрямлення Верхнього Рейну повені з Альп тепер досягають Середнього Рейну набагато швидше, ніж у минулому. 
Таким чином, ризик такого піка збігається з піком повені Неккар, Мозель або Майн зріс. 
Близько 123 км² заплави було втрачено. 
Органи влади прибережних держав Франції, Баден-Вюртемберга та Рейнланд-Пфальцу запустили Інтегровану Рейнську програму, структуру для визначення зон утримання води для боротьби з повенями вниз за течією. 
Французько-німецька угода була укладена в 1982 році, в якій сторони погодилися відновити утримуючу здатність на ділянці нижче Іффецгайма до рівня, який він мав до освоєння території.
Це означає: для ділянки між Іффезгаймом і гирлом Неккара, послаблення піку 200-річної повені (тобто повені, яка за статистикою відбувається раз на 200 років) Рейну до 5000 м³/сек на гідропостачі Максау, тобто зниження з 5700 м³/сек до 5000 м³/сек.
- на ділянці нижче гирла Неккара, ослаблення піку 220-річної повені до витрати 6000 м³/сек на гідрометричній станції Вормс, тобто зменшення з 6800 м³/сек до 6000 м³/сек.

Для цього заплановано та частково виконано наступні заходи:
- Франція: електростанції для спеціальних операцій на Рейні та будівництво двох польдерів Ерштайн і Модер[en]
- Баден-Вюртемберг: будівництво близько 13 польдерів
- Земля Рейнланд-Пфальц: будівництво польдерів і перенесення дамб

Ефективність протипаводкових заходів перевірено за допомогою комп’ютерної моделі. 
Державний інститут навколишнього середовища, охорони природи та вимірювань у Баден-Вюртемберзі здійснив прогнозні розрахунки за допомогою математичної «моделі прогресування синоптичної повені». 
Аналіз розрахунків і оцінка результатів були зроблені на основі вимог і методів, встановлених міжнародною комісією з вивчення повеней на Рейні. Реалізація запропонованих заходів боротьби з повенями на Верхньому Рейні може запобігти виникненню 200-річної повені між Іффецгаймом і Бінгеном, загальний економічний збиток якого оцінюється приблизно в 6,2 мільярда євро.

## Карти

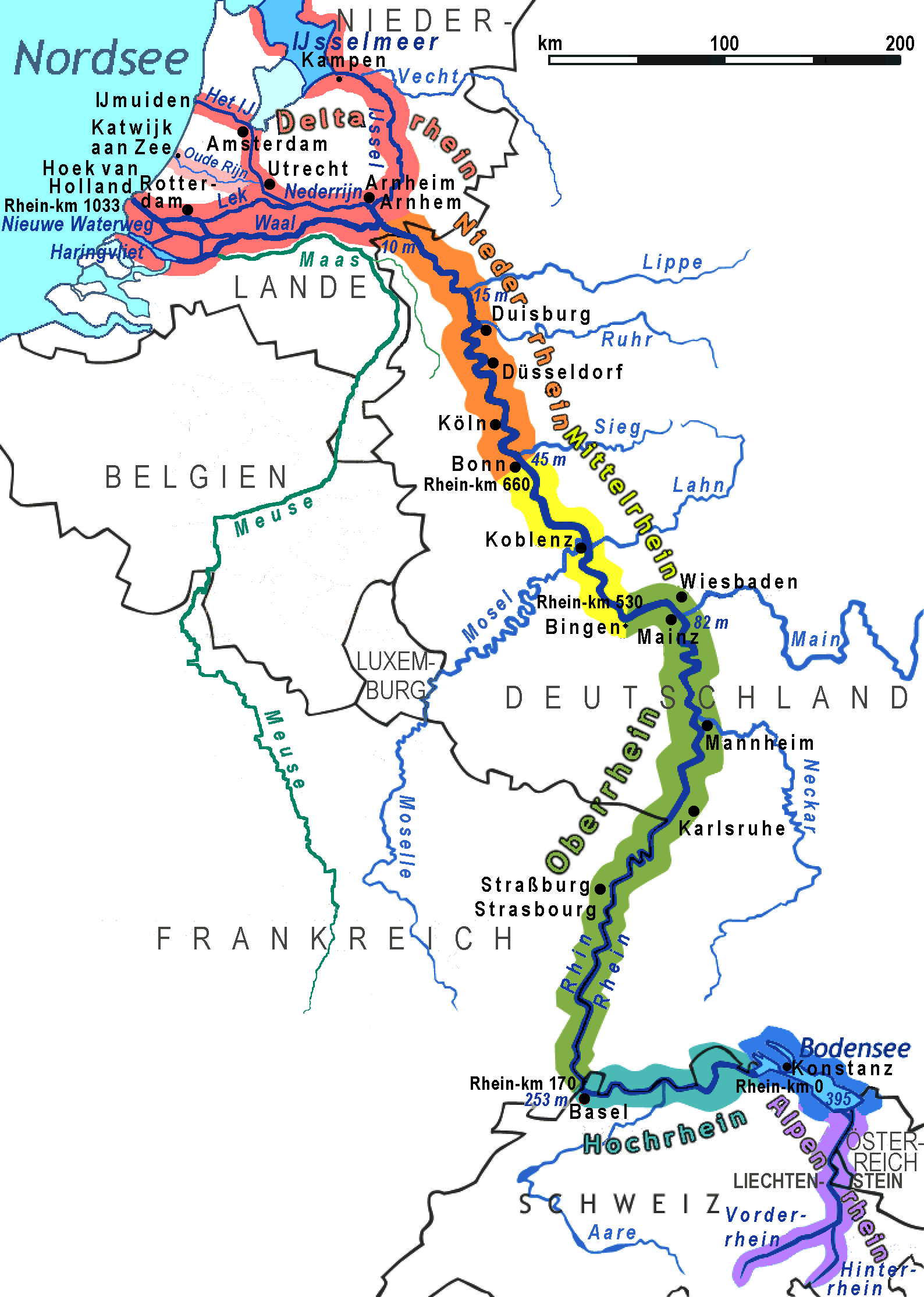
Верхній Рейн (зелений)
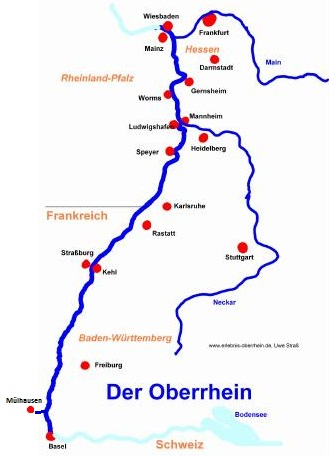
Верхній Рейн
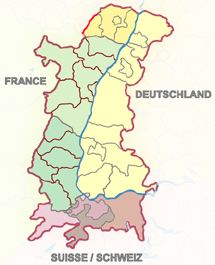
Верхній Рейн